# Sebastián Karl
Sebastián Andrés Karl Siminic (Arica, Región de Arica y Parinacota, Chile, 4 de octubre de 1984) es un Exfutbolista chileno. Jugaba de volante y delantero, su último club fue el Shabab Al-Am'ari de la Primera División de Palestina.

## Trayectoria
Comenzó su carrera en el Deportes Arica de su ciudad natal el año 2003, debutando en el fútbol profesional a los 18 años. En junio de ese mismo año paso por Cobreloa para formar parte del plantel campeón del torneo de clausura del año 2003, cerrando esa temporada con una convocatoria a la selección de Chile sub-23 que dirigía el entrenador nacional Juvenal Olmos.
El año 2004 volvió a Deportes Arica y el 2005 emigró a Argentina para jugar en el Atlético Policial, del Torneo Argentino B.
El año 2007 llegó a Municipal Iquique siendo goleador del equipo en la temporada y en el año 2008 formó parte del plantel de Municipal Iquique que logró el ascenso a Primera División ya jugando definitivamente como volante carrilero a pedido del entrenador José Sulantay
A principios de 2009 firmó contrato con el Guaraní de Paraguay para reforzar al equipo de cara a la Copa Libertadores, pero fue desvinculado del equipo después de la pretemporada, por problemas que se desconocen y sin llegar a debutar.
A mediados de la temporada 2009 fichó por Puerto Montt jugando el torneo de clausura 2009 de la primera B chilena.
En la temporada 2010 llegó a Palestina para formar parte del Shabab Al-Am'ari, terminando en la tercera ubicación del campeonato y siendo una de las figuras de la Liga Palestina.

## Clubes
| Club                  | País      | Año       |
| --------------------- | --------- | --------- |
| Deportes Arica        | Chile     | 2003      |
| Cobreloa              | Chile     | 2003      |
| Deportes Arica        | Chile     | 2004      |
| Atlético Policial     | Argentina | 2005-2006 |
| Municipal Iquique     | Chile     | 2007-2008 |
| Deportes Puerto Montt | Chile     | 2009      |
| Shabab Al-Am'ari      | Palestina | 2010      |